# Svayaṃvara

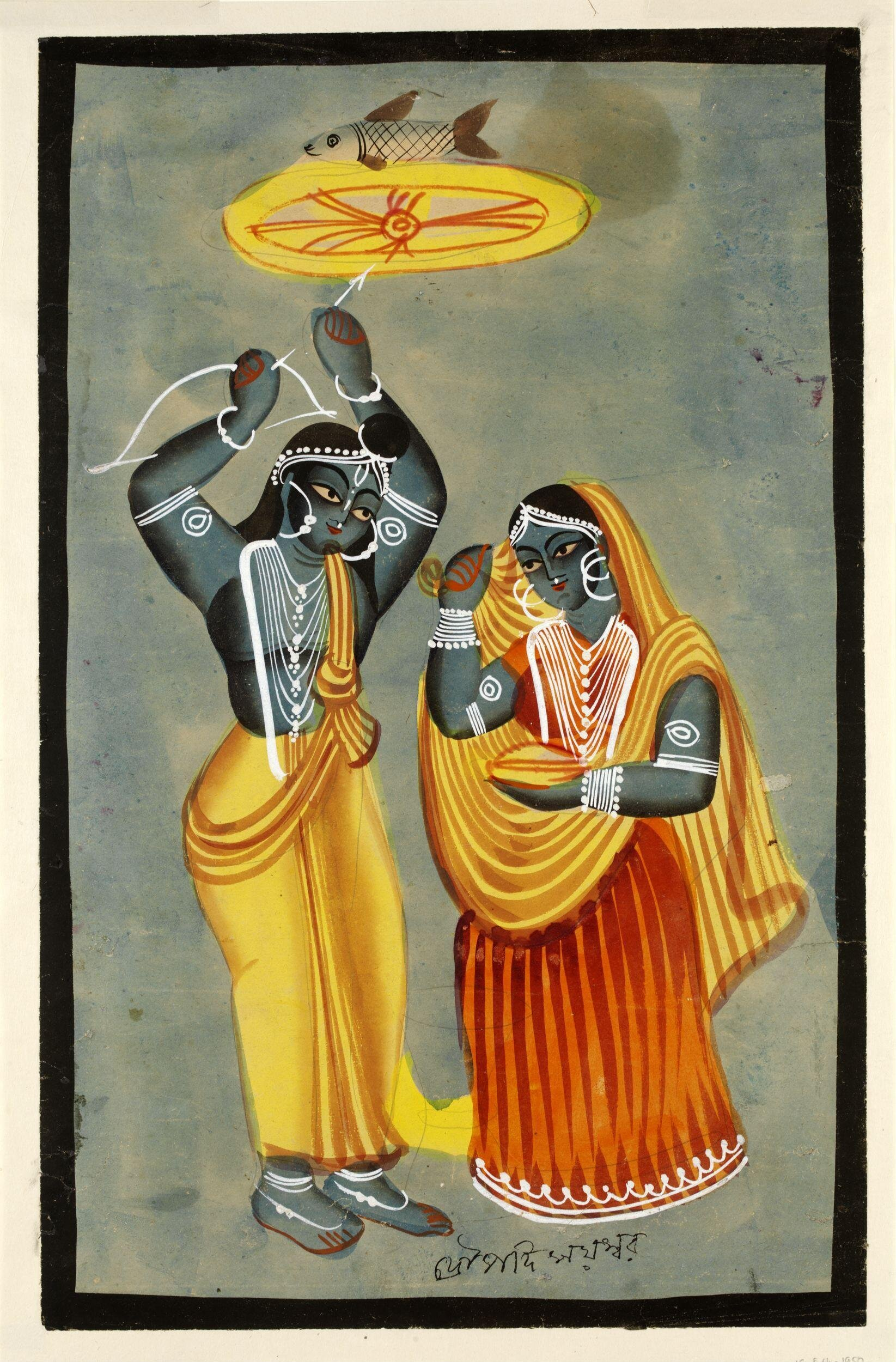
Arjuna che ottiene Draupadī in sposa, in un dipinto del 1885

La svayaṃvara (in sanscrito स्वयंवर), con grafia inglese swayamvara, nell'India antica, era una pratica per scegliere un marito, tra una lista di pretendenti, per una ragazza in età da marito. Svayam in sanscrito significa se stesso e vara significa sposo in questo contesto.
In questa pratica, il padre della ragazza decideva di condurre la svayaṃvara della figlia in un momento e luogo di buon auspicio, e trasmetteva la notizia al mondo esterno. I re utilizzavano messaggeri da inviare al di fuori dello stato, mentre i cittadini comuni diffondevano la notizia all'interno della comunità locale.
Nel giorno e luogo stabilito, la ragazza sceglieva lo sposo dal gruppo dei pretendenti. Quando la ragazza identificava il marito di sua scelta, gli donava una ghirlanda e la cerimonia di matrimonio si svolgeva immediatamente.

## Esempi

### Sītā
Nel poema epico Rāmāyaṇa (रामायण), Sītā (सीता) sposa Rāma (राम), l'unico abbastanza forte da poter sollevare lo Shiv Dhanush (l'arco di Siva) e di tenderlo. Esiste una menzione di svayaṃvara nel Vālmīki Rāmāyaṇam. Nel Valmiki Ramayana, Janak Raja dice che ha promesso di sposare Sita alla persona che potrà sollevare Dhanusha e tenderlo. Nessuno poteva farlo prima di Rama e Rama lo ha fatto. Questa condizione di sollevare Dhanusha è stato chiamata da Janak come virya Shulka, il costo a carico del pretendente per sposare Sita.

### Draupadī
Per Draupadī (द्रौपदी), la figlia del re Drupada di Paanchal nel Mahābhārata (महाभारत), gli aspiranti dovevano colpire l'occhio di un pesce con arco e freccia. Questo pesce era solo un'immagine su una ruota girevole, che veniva messa in rotazione su un'asta. L'asta era posta in una vaschetta piena d'acqua. I numerosi pretendenti dovevano perforare l'occhio con una freccia utilizzando solo il riflesso creato dall'acqua sulla ruota. Solo tre uomini al mondo, in età da matrimonio, avrebbero potuto farlo. Erano il principe Arjuna, il terzo tra i Pāṇḍava in incognito, il re Karṇa di Anga e il principe Kṛṣṇa di Dwarka. Ma Kṛṣṇa era lì solo come spettatore e per garantire che Arjuna sposasse Draupadī. Anche se Karṇa era qualificato e capace, Draupadī lo rifiutò quando si avvicinò la sfida, rivelando la sua bassa casta di nascita di auriga che lo rendeva indegno. Questa fu la ragione per cui Karṇa sviluppò un grande odio verso Draupadī. Arjuna riuscì a colpire il pesce e a sposare Draupadī.

### Damayanti
Un altro famoso svayaṃvara dal Mahābhārata si trova nella storia di Damayanti, che scelse Nala per marito, contro la volontà degli dei.

### Letteratura moderna
The Bearded Prince narra la storia della principessa Roopali, il cui padre tenne un swayamvara perché potesse scegliersi un marito.

## Kitayun
La Shāh-Nāmeh di Fardausi registra una tradizione simile nell'Iran pre islamico, di una Kitayun,  figlia maggiore dell'imperatore di Costantinopoli, che scelse il persiano Gushtasp. Allo scopo di trovare un marito per una delle sue figlie, l'Imperatore decise di tenere una grande assemblea di uomini illustri e sapienti per consentirle di scegliere il preferito. Lei non trovò un marito adatto nella prima riunione e fu necessario ricorrere ad una seconda assemblea nella quale pose la corona sulla testa di Gushtap. Gushtasp, noto anche come Vishtaspa, tornò in Iran con la sua sposa e venne incoronato re.
()
Rum (letteralmente "Roma") era il nome usato comunemente per indicare l'Impero Romano d'Oriente o Impero Bizantino dalla gente del Medio Oriente.